# Hugh Lygon
Hugh Patrick Lygon, né le novembre 1904 et mort le 19 août 1936 à Rothenburg en Bavière, est un aristocrate britannique qui faisait partie de la société mondaine de son époque. Il est le second fils du comte de Beauchamp, et il pourrait être le modèle, avec Alastair Graham, du personnage de Lord Sebastian Flyte du roman d'Evelyn Waugh, Brideshead Revisited. Il était condisciple de Waugh à Oxford, où tous les deux étaient membres du Hypocrites' Club (Lygon était aussi président du club) avec leurs contemporains Murray Andrew McLean et les frères Plunket Greene, Richard et David. David Plunket Greene était un bon ami de Hugh Lygon.

## Éducation
Lygon suit ses études à Eton puis au Pembroke College d'Oxford. 

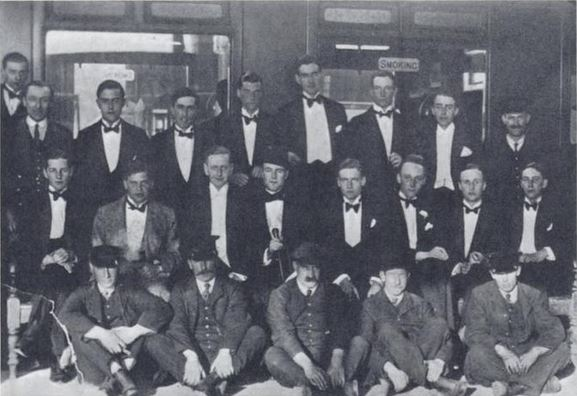
Le Railway Club d'Oxford, fondé par John Sutro, sous l'influence d'Harold Acton. De g. à dr., au fond : Henry Yorke, Roy Harrod, Henry Weymouth, David Plunket Greene, Harry Stavordale, Brian Howard. Au milieu : Michael Rosse, John Sutro, Hugh Lygon, Harold Acton, Bryan Guinness, Patrick Balfour, Mark Ogilvie-Grant, Johnny Drury-Lowe. Devant : les porteurs.

À Oxford, Lygon faisait partie du Railway Club, qui comprenait : Henry Yorke, Roy Harrod, Henry Thynne (6e marquis de Bath), David Plunket Greene, Edward Henry Charles James Fox-Strangways (7e comte d'Ilchester), Brian Howard, Michael Parsons (6e comte de Rosse), John Sutro, Hugh Lygon, Harold Acton, Bryan Guinness (2e baron Moyne), Patrick Balfour (3e baron Kinross), Mark Ogilvie-Grant, John Drury-Lowe.
Après Oxford, il travaille dans une banque de Paris, avant de travailler à la City.

## Mort
Lygon meurt en Allemagne, qu'il visitait en automobile avec son ami, l'artiste Henry Wynn (fils de Lady Newborough). Lygon qui demandait un jour son chemin fit une chute en arrière et se heurta la tête sur une pierre. Il mourut d'une fracture du crâne quatre jours plus tard dans un hôpital de Rothenburg ob der Tauber. Son corps fut rapatrié en Angleterre.